# Toine (recueil)
Toine est un recueil de nouvelles de Guy de Maupassant, paru en 1886 aux éditions Marpon-Flammarion, coll. Bibliothèque illustrée.

## Historique
La plupart des contes ont fait l'objet d'une publication antérieure dans des journaux comme Gil Blas, parfois sous le pseudonyme de Maufrigneuse.

## Nouvelles
Le recueil original est composé des dix-huit nouvelles suivantes :
- Toine (1885)
- L'Ami Patience (1883)
- L'Homme-fille (1884)
- La Moustache (1884)
- La Dot (1884)
- Le Lit 29 (1884)
- Le Protecteur (1884)
- Bombard (1884)
- La Chevelure (1884)
- Le Père Mongilet (1885)
- L'Armoire (1884)
- La Chambre 11 (1884)
- Les Prisonniers (1884)
- Nos Anglais (1885)
- Le Moyen de Roger (1885)
- La Confession (1884)

- La Mère aux monstres (1883)
- La Confession de Théodule Sabot (1884)